# Acrobasis bithynella
Acrobasis bithynella is een vlinder van de familie van de snuitmotten (Pyralidae). De wetenschappelijke naam van deze soort is voor het eerst voorgesteld door Philipp Christoph Zeller in een publicatie uit 1848.

## Verspreiding
De soort komt voor in een groot deel van Zuid-Europa waaronder Portugal, Spanje (vasteland en de Canarische Eilanden), Frankrijk (vasteland en Corsica), Monaco, Italië (vasteland, Sardinië en Sicilië), Kroatië, Griekenland (vasteland en Kreta), de Krim en Turkije.

## Waardplanten
De rups leeft op diverse soorten van het geslacht Cistus (Cistaceae) waaronder Cistus albidus, Cistus crispus, Cistus ladanifer, Cistus libanotis, Cistus monspeliensis en Cistus salviifolius.